# Rasheed Sulaimon
Rasheed Wesley Sulaimon, né le 9 mars 1994 à Houston au Texas, est un joueur américain de basket-ball. Il évolue au poste d'arrière.

## Biographie

### Carrière universitaire
Il passe ses trois premières années universitaires à l'université Duke où il joue pour les Blue Devils.
Puis, pour son année 2015-2016, il part à l'université du Maryland où il joue pour les Terrapins.

### Carrière professionnelle
Le 23 juin 2016, lors de la draft 2016 de la NBA, automatiquement éligible, il n'est pas sélectionné. Il participe à la NBA Summer League 2016 de Las Vegas avec les Bulls de Chicago. En sept matches, il a des moyennes de 3,14 points, 1 rebond, 0,29 passes décisives et 0,57 interceptions en 11,9 minutes par match.
Le 7 septembre 2016, il signe un contrat avec les Hornets de Charlotte pour participer au camp d'entraînement et tenter de faire sa place parmi les quinze joueurs retenus. Sulaimon n'est toutefois pas retenu par les Hornets et rejoint le Swarm de Greensboro en NBA D-League.
En juillet 2017, Sulaimon signe un contrat avec la JDA Dijon Basket.
Le 3 juillet 2020, il s'engage pour deux saisons avec Saragosse en première division espagnole. N'entrant pas dans les plans du nouvel entraîneur Jaume Ponsarnau (es) pour la saison 2021-2022, il est libéré de son contrat le 30 juin 2021,. Le lendemain, la JL Bourg annonce sa venue pour une saison. Il fait ainsi son retour en France et retrouve son ancien entraîneur, Laurent Legname, qu'il avait côtoyé durant ses deux années passées à la JDA Dijon. 

### Vie privée
Le 9 juillet 2021 Sulaimon épouse sa compagne depuis 3 ans Olivia, ils ont ensemble un garçon Wes Oluwale Sulaimon, né le 6 août 2021.

## Palmarès

### En club
- Vainqueur de la Leaders Cup 2020 avec la JDA Dijon.

### Distinctions personnelles
- McDonald’s All-American (2012)
- Jordan Brand Classic All American (2012)
- First-team Parade All-American (2012)
- ACC All-Freshman Team (2013)
- MVP de la Leaders Cup 2020

## Statistiques

### Universitaires
Les statistiques de Rasheed Sulaimon en matchs universitaires sont les suivantes :
| Saison    | Équipe   | Matchs | Titul. | Min./m | % Tir | % 3pts | % LF | Rbds/m. | Pass/m. | Int/m. | Ctr/m. | Pts/m. |
| --------- | -------- | ------ | ------ | ------ | ----- | ------ | ---- | ------- | ------- | ------ | ------ | ------ |
| 2012-2013 | Duke     | 36     | 33     | 29,2   | 42,4  | 37,1   | 80,2 | 3,36    | 1,89    | 0,75   | 0,06   | 11,56  |
| 2013-2014 | Duke     | 34     | 17     | 25,6   | 40,2  | 41,0   | 76,8 | 2,44    | 2,38    | 0,79   | 0,03   | 9,91   |
| 2014-2015 | Duke     | 20     | 0      | 19,3   | 41,3  | 40,4   | 66,7 | 2,00    | 1,75    | 0,95   | 0,05   | 7,45   |
| 2015-2016 | Maryland | 36     | 36     | 33,0   | 46,3  | 42,2   | 74,7 | 3,50    | 3,50    | 1,17   | 0,08   | 11,25  |
| Total     | Total    | 126    | 86     | 27,7   | 42,9  | 40,1   | 76,4 | 2,94    | 2,46    | 0,91   | 0,06   | 10,37  |